# Erika Klein (Grafikerin)
Erika Klein (* 4. Februar 1935 in Berlin; † Dezember 2003 in Rießen) war eine deutsche Grafikerin und Illustratorin.

## Leben und Werk
Erika Klein arbeitete hauptamtlich als Pionierleiterin, ehe sie von 1954 bis 1959 bei Ernst Jadzewski an der Hochschule für bildende und angewandte Kunst Berlin-Weißensee Grafik studierte. Danach arbeitete sie in Berlin als freischaffende Illustratorin für Filmwerbung, Kinderzeitschriften und Kinderbücher. Sie gehörte zu den wichtigsten Kinderbuchillustratorinnen und -illustratoren der DDR. Ab 1961 war sie beim Kinderbuchverlag Berlin angestellt. Allein für diesen Verlag gestaltete sie über 60 Kinderbücher. Erika Klein war bis 1990 Mitglied des Verbands Bildender Künstler der DDR.
In der Staatsbibliothek zu Berlin befindet sich ein umfangreiches Depositum künstlerischer Arbeiten Erika Kleins.

## Rezeption
„… überzeugte Erika Klein nicht nur durch empfindsame farbige Lösungen, sondern sie gewann auch dem reinen schwarz-Weiß der Tuschezeichnung eine Herzenswärme der Aussage ab.“
„Die Illustratorin Erika Klein, die stets an einem betont naiven Stil festhielt, verstand es, ihre zunächst wenig selbstbewusste, tastende Art der Zeichnung im Lauf der Zeit in einen sehr selbstbewusst wirkenden, farblich krassen und formenmäßig rohen an l’Art Brut erinnernden Stil umzuwandeln. In ihrem illustrativen Oeuvre häufen sich auffällig einige Bilderbücher mit stark propagandistischen Inhalt.“

## Ausstellungen (unvollständig)
- 1967: Bratislava, Biennale der Kinderbuchillustration Bratislava
- 1967/1968 und 1977/1978: Dresden, VI. Deutsche Kunstausstellung und VIII. Kunstausstellung der DDR
- 1979: Berlin, Ausstellungszentrum am Fernsehturm („Die Buchillustrationen in der DDR. 1949–1979“)